# Gare de Saint-Germain-de-Tournebut
La gare de Saint-Germain-de-Tournebut est une gare ferroviaire française, fermée, de la ligne de Valognes Montebourg à Saint-Vaast et à Barfleur, située sur le territoire de la commune de Saint-Germain-de-Tournebut dans le département de la Manche en région Normandie.

## Situation ferroviaire
Établie à 43 mètres d'altitude, la halte de Saint-Germain-de-Tournebut était située au point kilométrique (PK) 6,832 de la ligne de Valognes Montebourg à Saint-Vaast et à Barfleur, entre les gares de Valognes-Ville, s'intercale l'arrêt de Tamerville, et de Saint-Martin-d'Audouville

## Histoire
En 1889, une instruction est en cours pour la création d'une halte entre Valognes et Saint-Martin-d'Andouville. Sont en concurrence deux propositions : l'une vient de la commune de Tamerville, au carrefour des Poiriers (PK 4,863), à laquelle s'associent celle d'Huberville et un propriétaire M. Levastois, ils proposent 16 275 fr sur une dépense prévue de 22 600 fr ; l'autre de la commune de Saint-Germain-de-Tournebut, au passage à niveau du chemin de Montebourg à Brissette (PK 6,832), la commune propose 4 800 fr sur une dépense prévue de 20 750 fr. La Compagnie préfère la première proposition et accepte de prendre à sa charge les dépenses d'exploitation.
En 1900, la halte est en service, lorsque son souhait d'obtenir un abri pour les voyageurs est accepté. La compagnie a accepté de le construire et d'assurer son entretien pour une « somme forfaitaire de 375 fr », le conseil municipal a voté un accord pour prendre en charge les deux tiers de cette dépense, le Conseil général lors de sa séance du 24 avril accepte d'assumer le paiement du tiers restant.

## Patrimoine ferroviaire
Le bâtiment de la halte est toujours présent en août 2014.